# Villadossola
Villadossola (Vila in dialetto ossolano) è un comune italiano di 6 251 abitanti della provincia del Verbano-Cusio-Ossola.

## Storia
Da Villadossola, in epoca romana, passava la via Severiana Augusta, strada romana consolare che congiungeva Mediolanum (la moderna Milano) con il Verbannus Lacus (il lago Verbano, ovvero il lago Maggiore, e da qui al passo del Sempione (lat. Summo Plano).
Già nominata nel Medioevo Uilla o Villa, fu la principale terra del feudo d'Antrona. Dapprima concessa ai vescovi-conti di Novara dall'imperatore Lotario, all'età del Barbarossa (XII secolo) unitamente ad altre plaghe ossolane fu possesso di Guido conte di Biandrate alleato imperiale; dopo la Pace di Costanza divenne pertinenza del comune di Novara.
Nel 1332 entrò nel dominio dei Visconti, nuovi signori di Milano; estintosi quel ramo ducale passò a Francesco Sforza (1450). Dopo il mezzo secolo Sforzesco subentrarono i francesi; prevalsero infine gli imperiali di Carlo V ed ebbe inizio il dominio spagnolo. Ai primi del Settecento il conflitto per la successione spagnola si concluse con il predominio austriaco, sancito a Utrecht nel 1713. Con il Trattato di Worms anche Villadossola fu concessa ai Savoia, che avevano sostenuto i diritti della sovrana. 
Alla fine del Settecento Pietro Maria Ceretti, fabbro di Intra, onde sfruttare i minerali ferrosi estratti in Valle Antrona, impiantò a Villadossola forni e magli, dando inizio all'insediamento industriale siderurgico in zona. Il breve intermezzo napoleonico favorì il piccolo centro, il cui destino urbanistico fu segnato dalla costruzione della moderna, importante rotabile del Sempione.
Dopo la restaurazione decisa a Vienna (1815) Villadossola con tutto l'alto novarese tornò ai Savoia. Tre anni più tardi fu inclusa nella provincia ossolana, successivamente aggregata a quella di Pallanza, infine inserita definitivamente nel novarese. Con delibera del Consiglio comunale del 25 ottobre 1862 venne deciso il cambio del nome di "Villa" a quello di "Villadossola", concesso dal re Vittorio Emanuele II con decreto del 14 dicembre 1862. Nel 1888 fu costruita la Ferrovia Domodossola-Novara e il borgo ottenne la sua stazione.
Nel 1859 i Ceretti fecero sorgere in luogo un altoforno per la produzione di ghisa (4 t al giorno); nel 1871 i vetusti magli vennero sostituiti con un laminatoio idraulico; nel 1892 fu fondata una bulloneria, primo nucleo della Metallurgia Ossolana, poi SISMA; anche la Ceretti si potenziò nel 1899 con un nuovo laminatoio azionato elettricamente.
Nel 1928 ha inglobato l'ex comune di Tappia.
L'8 novembre 1943, due mesi dopo l'armistizio ebbe luogo una delle prime insurrezioni contro l'occupazione tedesca e la neonata Repubblica Sociale Italiana. Gli insorti occuparono i punti strategici della cittadina e gli stabilimenti industriali. Dopo alcuni iniziali successi, i nazi-fascisti ebbero il sopravvento. L'episodio venne duramente represso e si ebbero numerose vittime tra i combattenti, i civili colpiti dal bombardamento aereo e i fucilati.

### Simboli
Lo stemma venne scelto nel 1862 in occasione del cambio di denominazione del comune da Villa a Villadossola. Lo stemma e il gonfalone sono stati concessi ufficialmente con decreto del presidente della Repubblica del 20 gennaio 1964.
(D.P.R. 20.01.1964)
Il gonfalone è un drappo partito di rosso e di azzurro.

### Onorificenze
Nel 1953 l'ANPI conferì a Villadossola la Medaglia d'oro al merito partigiano, con la seguente motivazione:
Nel 2009 Villadossola è stata insignita del titolo di città, ottavo comune del Verbano-Cusio-Ossola a ricevere tale titolo. Per l'occasione, all'ingresso della città è stato apposto un nuovo cartello che ricorda anche il gemellaggio con Mercato Saraceno (1º maggio 2010).

## Monumenti e luoghi d'interesse

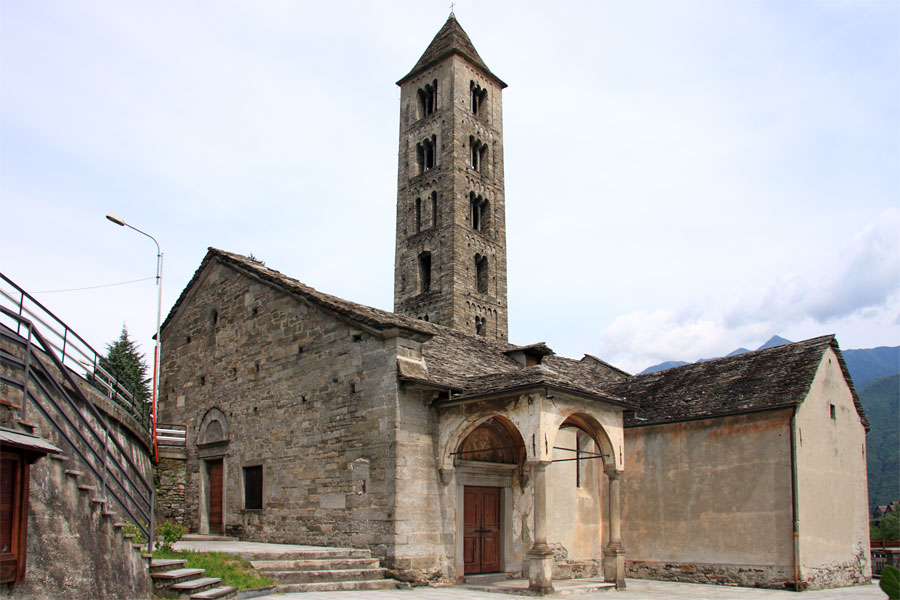
Chiesa di San Bartolomeo

La chiesa di San Bartolomeo è uno dei monumenti romanici più importanti dell'Ossola. La primitiva struttura del IX secolo, nonostante l'ampliamento seicentesco, è ben riconoscibile nell'edificio attuale a tre navate. Ha struttura a pianta basilicale e abside semicircolare, impreziosita all'esterno da finestre, archetti e lesene. L'interno presenta pregevoli affreschi e intagli in legno. Il campanile, di età romanica, è a sette piani con monofore, bifore e trifore.
Altra interessante chiesa romanica è la chiesa della Beata Vergine Assunta nella frazione di Piaggio.
La vecchia parrocchiale della Noga, dedicata alla Vergine del Rosario, è un elegante edificio seicentesco. Edificata dal 1663, conserva in fondo al presbiterio una tela con Il martirio di san Bartolomeo (1741) e alcuni affreschi in volta e due tondi (Maria Maddalena e Resurrezione di Lazzaro) di Bernardino Peretti (1876).
A sud del centro abitato si trovano i ruderi dell'oratorio di San Maurizio, romanico, risalente all'XI secolo. Il campaniletto, staccato, è di poco posteriore alla primitiva costruzione e molto deteriorato. aveva aula rettangolare e abside semicircolare (poi squadrata in una ristrutturazione dopo la pestilenza del 1630).

## Società

### Evoluzione demografica
Abitanti censiti

## Economia

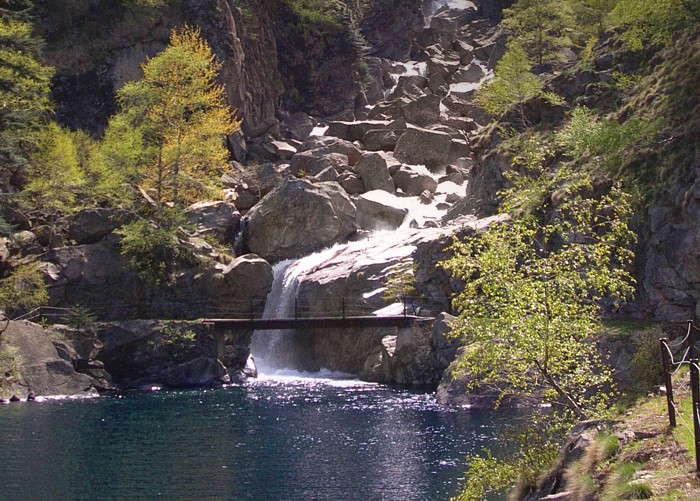
Il lago Antrona formato dal torrente Ovesca

In passato importante centro industriale, specie nella siderurgia (con la SISMA) e nell'industria chimica (dapprima con la Società elettrochimica del Toce e poi con la Rhodiatoce), ha risentito della generale crisi industriale del territorio ossolano e molte fabbriche sono state adibite a uso diverso, come nel caso del teatro cittadino, denominato "La Fabbrica" e ritenuto per grandezza e qualità degli spettacoli il maggior teatro provinciale, o hanno smesso la loro attività.
L'impronta industriale della cittadina è dimostrata dalla presenza, nella zona settentrionale del comune, di un intero quartiere, il "Villaggio SISMA", una volta riservato alle famiglie degli operai impiegati nell'industria. Oggi Villadossola è un centro la cui economia si basa sul terziario e solo in minor maniera sull'industria. Dalla cittadina si incunea tra le montagne la pittoresca valle Antrona, attraversata dal torrente Ovesca.

## Amministrazione
Di seguito è presentata una tabella relativa alle amministrazioni che si sono succedute in questo comune.
| Periodo        | Periodo          | Primo cittadino   | Partito                    | Carica  | Note  |
| -------------- | ---------------- | ----------------- | -------------------------- | ------- | ----- |
| 24 aprile 1995 | 14 giugno 1999   | Franco Ravandoni  | centro-sinistra            | Sindaco | [ 9 ] |
| 14 giugno 1999 | 14 giugno 2004   | Franco Ravandoni  | lista civica               | Sindaco | [ 9 ] |
| 14 giugno 2004 | 16 febbraio 2008 | Liliana Sarazzi   | lista civica               | Sindaco | [ 9 ] |
| 15 aprile 2008 | 27 maggio 2013   | Marzio Bartolucci | Partito Democratico        | Sindaco | [ 9 ] |
| 27 maggio 2013 | 10 giugno 2018   | Marzio Bartolucci | lista civica Viviamo Villa | Sindaco | [ 9 ] |
| 10 giugno 2018 | in carica        | Bruno Toscani     | lista civica Vill@ 2.0     | Sindaco | [ 9 ] |

### Gemellaggi
- Mercato Saraceno, dal 2010

### Altre informazioni amministrative
Fa parte dell'unione di comuni montana delle Valli dell'Ossola.

## Sport

### Calcio
La principale squadra di calcio della città è l'A.S.D. Virtus Villadossola che milita nel girone A piemontese-valdostano di Prima Categoria.

### Pallavolo
Da svariati anni è attiva la società sportiva Auxilium Villadossola. Sia il settore giovanile sia la prima squadra femminile partecipa ai campionati provinciali e regionali del Centro Sportivo Italiano.